# Trofa
Trofa és un municipi portuguès, situat al districte de Porto, a la regió del Nord i a la Subregió de l'Ave. L'any 2001 tenia 37.581 habitants. Es divideix en 8 freguesies. Limita al nord amb Vila Nova de Famalicão, a l'est amb Santo Tirso, al sud amb Maia i a l'oest amb Vila do Conde.
| Població del concelho de Trofa (2001 – 2004) | Població del concelho de Trofa (2001 – 2004) |
| -------------------------------------------- | -------------------------------------------- |
| 2001                                         | 2004                                         |
| 37581                                        | 39166                                        |

## Freguesies
- Alvarelhos
- Covelas
- Guidões
- Muro
- São Mamede de Coronado
- São Martinho de Bougado (Trofa)
- São Romão do Coronado
- Santiago de Bougado (Trofa)